# سازمان پیکار با بی‌سوادی
دو سال پس از تشکیل سپاه دانش یعنی در سال ۱۳۴۳، کمیته ملی پیکار جهانی با بیسوادی تشکیل شد تا به امر سواد آموز ی بزرگسالان بپردازد. در این زمان، هنوز تعداد بیسوادان جامعه در میان طبقات محروم به طور اعم و در میان روستائیان به طور اخص زیاد بود. از این رو این سازمان تأسیس شد تا مسولیت از بین بردن بیسوادی را در میان قشرها مختلف جامعه به عهده داشته باشد.
پیکار با بی‌سوادی از سال ۱۳۴۳ شکل‌دیگری به خود گرفت. در این سال، محمدرضا پهلوی پیام‌هایی برای پادشاهان و ریاست جمهوری‌های همهٔ کشورها فرستاد و از آن‌ها خواست که در پیکار با بی‌سوادی کوشش بیش‌تری داشته باشند. سپس پیامی به سیزدهمین نشست یونسکو در پاریس فرستاد و از وزیران آموزش و پرورش کشورهای عضو یونسکو دعوت کرد که با هدف هم‌فکری در کار مبارزه با بی‌سوادی و زمینه‌سازی برای یک همکاری بین‌المللی، کنگره‌ای با سرپرستی یونسکو در تهران برگزار شود.
درخواست شاه ایران پذیرفته شد و محمدرضا پهلوی در سخنرانی خود پیشنهاد داد که کشورهای جهان‌بخشی از اعتبار نظامی سالانهٔ خود را برای مبارزه جهانی با بی‌سوادی در اختیار یونسکو بگذارند. این پیشنهاد را کنگره تصویب کرد ایران نخستین کشوری بود که این پیشنهاد را به کار بست. از این رو، ۷۰۰ هزار دلار از اعتبار نظامی سالانهٔ کشور در اختیار یونسکو قرار گرفت.
کمیتهٔ ملی پیکار با بی‌سوادی، شهرستان قزوین را برای اجرای یک طرح راهنما در مبارزه با بی‌سوادی برگزید. بر اساس این طرح باید ۱۴۰ هزار نفر از ساکنان این منطقه، که بیش‌تر آن‌ها روستایی بودند، خواندن و نوشتن یاد بگیرند.